# رافائل ویگا
رافائل ویگا (انگلیسی: Raphael Veiga؛ زادهٔ ۱۹ ژوئن ۱۹۹۵) بازیکن فوتبال اهل برزیل است.
از باشگاه‌هایی که در آن بازی کرده‌است می‌توان به باشگاه فوتبال کورینتیانس اشاره کرد.